# 湯沢インターチェンジ (秋田県)
湯沢インターチェンジ（ゆざわインターチェンジ）は、秋田県湯沢市にある東北中央自動車道（湯沢横手道路）のインターチェンジである。
当ICの構造はトランペット型となっている。

## 歴史
- 1997年（平成9年）6月26日 : 湯沢IC - 十文字IC間開通に伴い、供用開始[2]。
- 2004年（平成16年）
  - 3月18日 : 湯沢IC料金所を廃止し十文字本線料金所に移設する。
  - 7月28日 : 三関IC - 湯沢IC間開通[2]。

## 周辺
- 湯沢文化会館
- JR東日本奥羽本線・湯沢駅
- グランマート湯沢店
- サンドラッグ湯沢インター店
- 前森公園
- 湯の原温泉
- 千年公園（岩崎城址）

## 接続する道路
- 直接接続
  - 国道398号

## 料金所
当ICに料金所は設置されていないが、横手方面へ通行する場合は十文字TBにて料金を徴収する形となっている。山形方面へ通行する場合、料金は無料となる。

## 隣
E13 東北中央自動車道（湯沢横手道路）
三関IC - 湯沢IC - 十文字TB - 十文字IC